# Eugenijus Gentvilas
Eugenijus Gentvilas (14 de març de 1960, Telšiai, RSS de Lituània, URSS) és un polític lituà, va ser un dels que va signar la Llei que permetia el restabliment de l'estat de Lituània i també va ser membre del Parlament Europeu en el partit Unió Centrista i Liberal (des de 2006 Moviment dels Liberals de la República de Lituània), que formava part del partit europeu Aliança dels Liberals i Demòcrates per Europa. Va ser alcalde de Klaipėda entre 1997 i 2001. A mitjans de 2001, Gentvilas va ocupar breument el càrrec de Primer Ministre de Lituània.
| Precedit per: Rolandas Paksas | Primer Ministre de Lituània (20 de juny - 3 de juliol) 2001 | Succeït per: Algirdas Brazauskas |